# The Price of Pride
The Price of Pride er en amerikansk stumfilm fra 1917 af Harley Knoles.

## Medvirkende
- Carlyle Blackwell som David / William
- June Elvidge som Nan Westland
- Frank Mills som Jeffrey Arnold Black
- Evelyn Greeley som Kathleen May
- George MacQuarrie som Ben Richardson